# 吉田太一
吉田 太一（よしだ たいち、1975年5月12日 - ）は、中京テレビ放送のアナウンサー。

## 来歴
福島県立磐城高等学校、早稲田大学卒業。身長172cm。
大学卒業後、1999年に中京テレビに入社。同期に元同局アナウンサーの本多小百合がいる。
2009年、同期の本多とともに映画『ごくせん THE MOVIE』冒頭の空港のシーンにリポーター役で出演した。そして入社から15年後の2014年、第35回NNSアナウンス大賞においてテレビ部門大賞を受賞した。
2019年6月16日、MCを務めている『スポーツスタジアム☆魂』内にて、同番組を卒業することを発表。2019年9月現在は編成部に所属、2021年10月アナウンス部に2年ぶりに復帰した。

## 人物
既婚者で、現在は2児の父。

## アナウンサー時代の担当番組
- NNNきょうの出来事 中京テレビローカルパート
- ズームイン!!サタデー（東海地区キャスター）
- クスクス（リポーター → 「知ってますか!?」担当）
- THE独占サンデー 中京テレビローカルパート[4]
- ズームイン!!SUPER 中京テレビローカルパート（「突撃!エンタ DE Chu」リポーター）
- 中京テレビニュースプラス1 （リポーター[5]）
- 特報!EXPOプレス（木曜メインキャスター）
- ウキ→ビジュ（ナレーター）
- おめざめワイド（スタジオ進行・リポーター）
- 中京テレビNEWSリアルタイム（ナレーター[6]）
- 24時間テレビ 「愛は地球を救う」 中京テレビローカルパート（「灼熱の巨大ドミノ」2009年度・2010年度実況担当）
- トコトン見せます!東海エリアの絶景スペシャル（リポーター）
- PS （不定期出演）
- news every.サタデー 中京テレビローカルパート - 平日版のナレーターも兼任。
- NNNストレイトニュース 中京テレビローカルパート（月曜・火曜キャスター）
- NEWS ZERO 中京テレビローカルパート（不定期キャスター）
- 真相報道 バンキシャ! 中京テレビローカルパート
- スポーツ中継（次の瞬間、熱くなれ。THE BASEBALL （中日ドラゴンズベンチリポート）・サッカー・ボクシング・ゴルフ） - 中京テレビが制作協力しているスカパー!のJリーグ名古屋グランパスホームゲーム中継で実況を担当している。また、野球中継については一時期担当を外れていた。野球中継の実況は中京テレビに中日主管試合の中継権利が無いため、ビジターでの音源差し替え放送などに限られる。
- キャッチ! （ナレーター）
- スポーツスタジアム晴 → スポーツスタジアム☆魂（不定期サブキャスター → メインキャスター）

## 特別出演
- ごくせん THE MOVIE （リポーター役）